# آردنینگ
آردنینگ (به آلمانی: Ardning) یک منطقهٔ مسکونی در اتریش است که در ناحیه لیتسن واقع شده‌است. آردنینگ ۳۴٫۰۳ کیلومتر مربع مساحت دارد ۶۹۶ متر بالاتر از سطح دریا واقع شده‌است.